# Astragalus mahoschanicus
Astragalus mahoschanicus är en ärtväxtart som beskrevs av Hand.-mazz. Astragalus mahoschanicus ingår i släktet vedlar, och familjen ärtväxter. Inga underarter finns listade i Catalogue of Life.